# Рето Циглер
Рето Циглер (на немски: Reto Ziegler) е швейцарски футболист, който играе на поста бек/крило.
Започва кариерата си в Грасхопер. През 2004 г. е привлечен в Тотнъм, но там е резерва на Тимоте Атуба. Изкарва периоди под наем в Хамбургер, Уигън и Сампдория. На 3 юли 2007 г. подписва договор със Сампдория. От 3 януари е играч на американския Далас.